# 1946 في اليابان
فيما يلي قوائم الأحداث التي وقعت خلال عام 1946 في اليابان.

## سياسة

### تعيين في المنصب
- 11 أبريل – أسانوما إنيجيرو عضو مجلس النواب من اليابان.
- 22 مايو – يوشيدا شيغه-رو رئيس وزراء اليابان.

### انتهاء فترة المنصب
- 22 مايو – كيجيورو شيديهارا رئيس وزراء اليابان.

## مواليد

### يناير
- 1 يناير – أتسوتو سوزوكي فيزيائي ياباني.
- 1 يناير – تتسو ناكامورا طبيب ياباني.
- 1 يناير – شويتشي سيكي رسّام رسوم متحركة ياباني.
- 5 يناير – توموهيتو أمير ميكاسا
- 21 يناير – إيتشيرو هوسوتاني لاعب كرة قدم ياباني.

### فبراير
- 28 فبراير – هيروشي أوتشيأإي لاعب كرة قدم ياباني.

### مارس
- 10 مارس – هيروشي فوشيدا
- 13 مارس – ريوسكي أوباياشي

### يونيو
- 2 يونيو – توموميتشي نيشيمورا

### يوليو
- 1 يوليو – ماساهارو ساتو مؤدّي صوت ياباني.
- 16 يوليو – توشيو فوروكاوا

### أغسطس
- 21 أغسطس – نوريو يوشيميزو لاعب كرة قدم ياباني.

### سبتمبر
- 2 سبتمبر – جو ياماناكا مغني ياباني.
- 9 سبتمبر – هاياتو تاني ممثل ياباني.
- 18 سبتمبر – أكيرا كاميا
- 26 سبتمبر – توغو ايغاوا ممثل ياباني.

### أكتوبر
- 10 أكتوبر – ناوتو كان
- 11 أكتوبر – ساواو كاتو
- 11 أكتوبر – كازو نيشيمورا عالم اقتصاد ياباني.
- 30 أكتوبر – كاتسوهيسا هوكي

### نوفمبر
- 24 نوفمبر – مينورو كوباتا لاعب كرة قدم ياباني.

### ديسمبر
- 4 ديسمبر – يو إينوي
- 26 ديسمبر – يوسوكي أومي لاعب كرة قدم ياباني.

## وفيات

### فبراير
- 23 فبراير – تومويوكي ياماشيتا (مواليد 1885) ضابط ياباني.

### أبريل
- 12 أبريل – تيزو تاكيوتشي (مواليد 1908) لاعبو كرة قدم يابانيون.

### يونيو
- 26 يونيو – يوسوكه ماتسوكا (مواليد 1880) سياسي ياباني.

### سبتمبر
- 4 سبتمبر – شيراز نوبو (مواليد 1861)